# Centrale de Turów

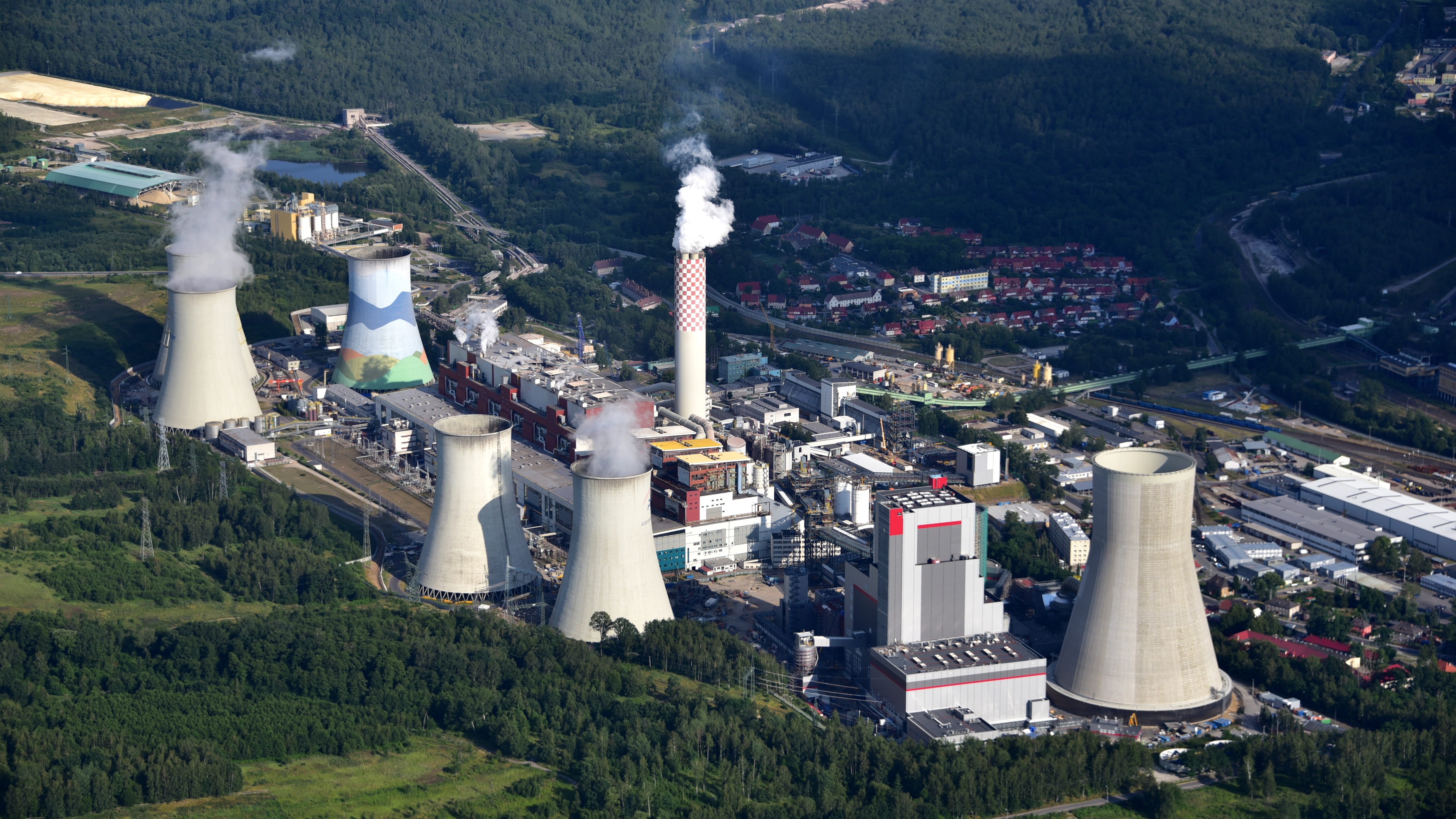
Vue aérienne de la centrale thermique de Turów (2019)

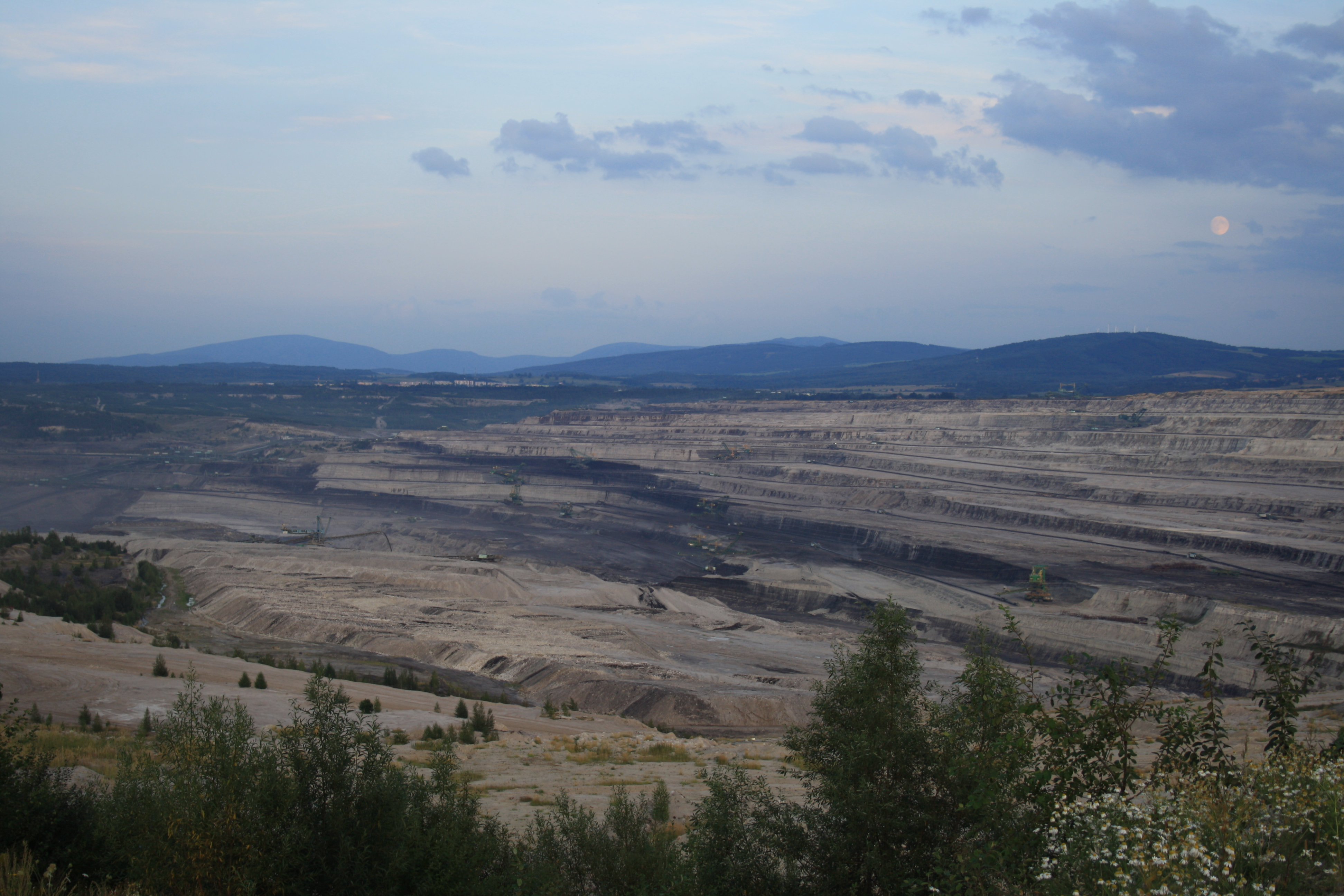
Mine de lignite à ciel ouvert de Turów.

La centrale thermique de Turów est une centrale à charbon du sud-ouest de la Pologne (gmina de Bogatynia) voisine du faubourg de Turów au tripoint germano-tchéco-polonais.

## Histoire
Cette centrale thermique, mise en service en 1962 est, avec une puissance de 1 900 MW, la troisième plus grande de Pologne. Elle assure 8% des besoins énergétiques de la Pologne,. Le lac artificiel de Niedów a été aménagé entre 1958 et 1962 pour son exploitation.
Le lignite alimentant les chaudières de la centrale provient des mines à ciel ouvert juste au sud. Un musée industriel a été aménagé à proximité du site.
Alors que les centrales est-allemandes de Hirschfelde et de Hagenwerder étaient fermées et rasées après la Chute du mur de Berlin, celle de Turów a été modernisée à partir de 1996, pour conformité aux directives européennes d'assainissement particulaire de l'air et de désulfuration des émissions aériennes ; mais au mois de décembre 1998, ces travaux ont été interrompus par l'explosion de la 5e tranche de la centrale, et définitivement abandonnés en 2004. Plusieurs tranches de la centrale ont été démantelées depuis 2010 .
Dans la nuit du 24 au 25 juillet 2012, l'une des tranches de la centrale fut le siège d'un coup de poussière. L'incendie qui s'ensuivit se communiqua aux deux tranches voisines : l'ensemble a été laissé  désaffecté ensuite. La tranche n° 1 était arrêtée au moment de l'accident en raison des travaux de modernisation.
Pour dégager des emprises utiles à la réalisation de la tranche 11, les tours de refroidissement n°7, 8 et 9 ont été dynamitées entre 2012 et 2014.
L’opérateur PGE Górnictwo i Energetyka Konwencjonalna a déjà programmé la reconstruction de nouvelles tranches d'une puissance capable de 450 MW à l'emplacement de celles détruites. Les autorités allemandes ont été consultées en avril 2016. Au mois d'août 2017, de nouveaux accords ont été publiés. La nouvelle tranche a été connectée au réseau fin 2020. La production d'électricité est ainsi remontée de 1 500 MW à 2 000 MW. Le montant des travaux s'apprécie à près d'un milliard d'euros.
Mais dans le cadre d'un décret de mesures conservatoires du 21 mai 2021, la Cour européenne de justice a ordonné l'interruption immédiate du chantier de Turów.

## Voir également
- Liste des centrales thermiques européennes par émissions de CO2